# George Monbiot

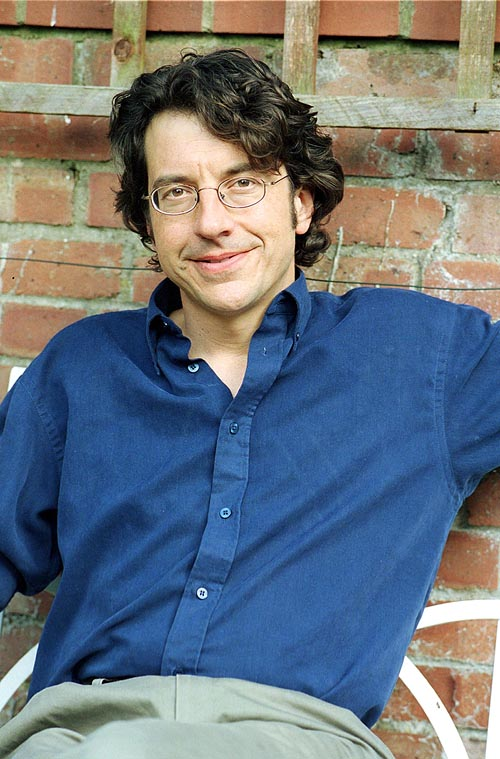
George Monbiot

George Monbiot (ur. 27 stycznia 1963) – brytyjski dziennikarz, publicysta i działacz ekologiczny. Ma swą cotygodniową rubrykę w dzienniku "The Guardian". Pracując jako dziennikarz śledczy dla BBC, stał się persona non grata w kilkunastu krajach, w których przebywał. W Indonezji skazany został zaocznie na dożywocie za pisanie o działaniach tamtejszego rządu wobec tubylczej ludności należącej do tego państwa części Nowej Gwinei, a w Kenii orzeczono o jego śmierci klinicznej z powodu malarii.

## Przekonania
Monbiot uznaje, że globalne ocieplenie jest moralną kwestią XXI wieku, do rozwiązania której potrzebna jest wola polityczna i stanowcze działania. Te działania, według niego, obejmują między innymi ograniczenie o 90% emisji gazów cieplarnianych przy użyciu najnowszych osiągnięć techniki, przypisanie każdemu mieszkańcowi Ziemi osobistego limitu produkcji dwutlenku węgla, nowe regulacje w budownictwie, tworzenie wielkich obszarów elektrowni wiatrowych na obszarach morskich czy też ograniczenie o 90% ruchu lotniczego.
W 2000 roku wydał książkę Zniewolone państwo: Korporacyjne przejęcie Wielkiej Brytanii. Analizuje w niej wzrost wpływów międzynarodowych koncernów, traktując je jako zagrożenie dla demokracji, np. poprzez wpływanie na prywatyzację opieki zdrowotnej. W 2003 roku opublikował Manifest o Nowy Ład Światowy, w którym skrytykował marksizm i anarchizm, uznając, że wszelkie zmiany w globalnym ładzie muszą się opierać na systemie demokratycznym. Wedle jego przekonań ruch na rzecz globalnej sprawiedliwości wymaga utworzenia wybieranego demokratycznie globalnego parlamentu, zdemokratyzowanie Zgromadzenia Ogólnego ONZ w miejsce Rady Bezpieczeństwa ONZ i międzynarodowej organizacji sprawiedliwego handlu. Uważa także, że bogate kraje Europy i Ameryki Północnej w dużej mierze egzystują na istnieniu zadłużenia krajów ubogich.
Z początku zdecydował się zaangażować w powstającą lewicową partię Respect, ale zrezygnował, gdy zdecydowała się ona na wystawianie kandydatów rywalizujących z Partią Zielonych Anglii i Walii.